# 豊島圭介
豊島 圭介（とよしま けいすけ、1971年11月13日 - ）は、日本の映画監督、脚本家、俳優。静岡県浜松市出身。有限会社シャイカーを退社。現在はフリーランスとして活動。

## 略歴
- 静岡県立浜松北高等学校、東京大学教養学部表象文化論専攻卒業[2]。
- 大学在学中から自主映画を製作、17分の8mm映画『悲しいだけ』が「ぴあフィルムフェスティバル94」に入選[2]。
- 大学卒業後、ロサンゼルスのアメリカン・フィルム・インスティテュート（AFI）の監督コースに留学[2]。
- 1999年に帰国[2]。中原俊や篠原哲雄の監督作品など脚本を手がける。
- 2003年、BS-iのオムニバス怪奇ドラマ『怪談新耳袋』シリーズで監督デビュー[2]。
- 2004年には、清水崇、山口雄大、村上賢司らと、押切蓮介の漫画作品をヒントに、テレビ東京でお笑いホラー・ドラマ『怪奇大家族』を企画し、第一話を演出するなどメインの監督として関わり、人気シリーズとなる。
- 2006年、BS-iの『恋する日曜日 ニュータイプ』でチーフディレクターを務めた。
- 2021年6月、第30回日本映画プロフェッショナル大賞特別賞受賞[3]。

## 作品

### テレビドラマ
- 怪談新耳袋
  - 「来客」（出演：植松夏希）
  - 「妹の部屋」（出演：佐久間信子）
  - 「石つぶて」（出演：中原和広）
  - 「もうひとり」（出演：緋田康人、西沢仁太）
  - 「黒い男たち」（出演：石坂良磨、坂寄卓士）
  - 「教えて」（出演：佐藤康恵、末吉宏司）
  - 「オルゴール」（出演：黒川芽以、鈴木瑞穂）
  - 「吊り下がる」（出演：黒川芽以、戸田昌宏）
  - 「訪問者」（出演：黒川芽以、山本彩乃）
  - 「約束」（出演：黒川芽以、松嶋亮太、星野晶子）
- 怪奇大家族
  - 第一怪「恐怖! 呪われた忌野家」
  - 第二怪「恐怖! 治虫の知らない世界」
  - 第七怪「怪奇! 呪いのゴスロリ」
  - 第八怪「実録! 仁義の冥土」
- ケータイ刑事 銭形泪 2ndシリーズ
  - 第7話「あーもったいない!〜殺人（秘）節約術〜」
  - 第17話「真夏の百物語〜怪談新耳袋殺人事件〜」
- ケータイ刑事 銭形雷 1stシリーズ
  - 第4話「死体は夜あるく? 〜病院たらい回し殺人事件〜」：脚本
  - 第7話「美しいものが勝つ! 〜銭形雷VS黒いバラ〜」：脚本
- 恋する日曜日 ニュータイプ（2006年、BS-i）
  - 第1話「超能力者集まれ!」
  - 第2話「過去を取り戻せ!」
  - 第13話「下良隆三を救え!」
- ケータイ刑事 銭形海 3rdシリーズ
  - 第2話「吸われる魂!〜血を吸うカメラ殺人事件〜」：脚本
- 先生道
  - 「戸田先生」（出演：戸田昌宏）
- 恋する日曜日 第3シリーズ（2007年、BS-i）
  - 第12話「明日の笑顔」
- NEW TYPE 〜ただ、愛のために〜（2008年、TBS）
  - 第2話「僕、スプーンを曲げられます」
- 紺野さんと遊ぼう（2008年、WOWOW - 監督）
- 週刊真木よう子（2008年、テレビ東京）
  - 第6話「景色のキレイなトコに行こう」（出演：真木よう子、温水洋一）
- 東京少女瓜生美咲
  - 第1話「東京タワー」（出演：瓜生美咲、秋本奈緒美）
- 東京少女真野恵里菜
  - 第3話「甘い罠にご用心」（出演：真野恵里菜、柄本時生、北出菜穂）
- 古代少女ドグちゃん
  - 第4話「妖怪 無礼香」
  - 第7話「妖怪 ピーオン」
  - 第8話「妖怪 鯉しくて」
  - 第9話「妖怪 肉食姉妹」
- マジすか学園（2010年、テレビ東京）
- マジすか学園2（2011年、テレビ東京）
- さばドル（2012年、テレビ東京）
- ホリック〜xxxHOLiC〜（2013年、WOWOW）
- 殺しの女王蜂（2013年、テレビ東京）
- 徳山大五郎を誰が殺したか?（2016年、テレビ東京）
- 豆腐プロレス（2017年、テレビ東京）
- I"s（アイズ）（2018年、BSスカパー！）[4]
- 特捜9 season2（2019年、テレビ朝日）
- 虫籠の錠前（2019年、 WOWOW）[5]
- ラッパーに噛まれたらラッパーになるドラマ（前編・後編、2019年、テレビ朝日）[6]
- 妖怪シェアハウス（2020年、テレビ朝日）
- 書けないッ!?〜脚本家 吉丸圭佑の筋書きのない生活〜（2021年、テレビ朝日）
- イタイケに恋して（2021年、読売テレビ）
- 特捜9 season4（2021年、テレビ朝日）
- 妖怪シェアハウス -帰ってきたん怪-（2022年、テレビ朝日）
- 新・信長公記
〜クラスメートは戦国武将〜（2022年、読売テレビ）
- 黄金の刻〜服部金太郎物語〜（2024年、テレビ朝日）
- 霊験お初〜震える岩〜（2024年、テレビ朝日）

### 映画
- 明るい場所 square the circle（1997年）[7]
- 援助交際撲滅 地獄変（2004年）脚本
- 怪談新耳袋劇場版「視線」（出演：堀北真希、乃木涼介）
- 怪談新耳袋 ノブヒロさん（2006年）
- ユメ十夜 第五夜（2007年）
- 非女子図鑑「占いタマエ！」（2009年）
- ソフトボーイ（2010年）
- 裁判長!ここは懲役4年でどうすか（2010年）
- 花宵道中（2014年）
- 海のふた（2015年）
- すけ坊（2015年）
- Only 4 you（2015年） - 4人の監督によるオムニバス。（『すけ坊』監督：豊島圭介）[8]。
- ヒーローマニア-生活-（2016年）
- あさのはなし（2016年）オムニバス映画『スリリングな日常』の一遍
- 森山中教習所（2016年）[9]
- 未来のあたし（2019年）
- 耳を腐らせるほどの愛（2019年）
- 三島由紀夫vs東大全共闘〜50年目の真実〜（2020年）
- #真相をお話しします（2025年）

### ビデオ作品
- 怪談新耳袋 殴り込み!(2008年)
- 怪談新耳袋 殴り込み!2(2009年)
- 怪談新耳袋 殴り込み!<西日本編> (2010年)
- 怪談新耳袋 殴り込み!<東日本編> (2010年)

### DVD作品
- pieces of love vol.2「わかばちゃん」（2008年）

### 書籍
- 「東大怪談」 東大生が体験した本当に怖い話（2022年、サイゾー）ISBN：978-4866251530